# Библиотека и архиви Канада
Библиотека и архиви Канада (на английски: Library and Archives Canada; на френски: Bibliothèque et Archives Canada) е националната библиотека на Канада.
Създадена е през 2004 година със сливането на Националните архиви на Канада (основани през 1872 година) и Националната библиотека на Канада (основана през 1953 година).
Основната сграда на библиотеката се намира в Отава, а официалният ѝ адрес и седалището на повечето административни служби е в съседния град Гатино. Броят на служителите е около 1100 души.
- В Общомедия има медийни файлове относно Библиотека и архиви Канада